# Arnold Rosé
Arnold Rosé, właśc. Arnold Josef Rosenblum (ur. 24 października 1863 w Jassach, zm. 25 sierpnia 1946 w Londynie) – austriacki skrzypek i pedagog muzyczny.

## Życiorys
W latach 1874–1877 był uczniem Karla Heisslera w Konserwatorium Wiedeńskim. Debiutował w 1879 roku w Lipsku z Gewandhausorchester. Od 1881 do 1938 roku pełnił nieprzerwanie funkcję koncertmistrza Opery Wiedeńskiej. W 1882 roku założył własny kwartet smyczkowy o nazwie Rosé Quartett, z którym dawał liczne koncerty w wielu krajach europejskich. Z zespołem tym dokonał prawykonania m.in. II Kwintetu G-dur Johannesa Brahmsa (1890), I (1907) i II Kwartetu (1908) Arnolda Schönberga i Fünf Sätze Antona Weberna (1910). W latach 1893–1901 i 1908–1924 wykładał w Konserwatorium Wiedeńskim. W 1928 roku wystąpił w Bibliotece Kongresu w Waszyngtonie. W 1938 roku, w związku z Anschlussem Austrii, wyemigrował do Wielkiej Brytanii.
W 1902 roku poślubił Justine Mahler, siostrę Gustava Mahlera.